# شهرستان وایومینگ (ویرجینیای غربی)
شهرستان وایومینگ، ویرجینیای غربی (به انگلیسی: Wyoming County, West Virginia) یک سکونتگاه مسکونی در ایالات متحده آمریکا است که در ویرجینیای غربی واقع شده‌است.

## خصوصیات
شهرستان وایومینگ ۱٬۳۰۰٫۱۸ کیلومترمربع مساحت دارد.